# Chelmon
Chelmon Cloquet, 1817 è un genere di pesci d'acqua salata, appartenenti alla famiglia Chaetodontidae.

## Distribuzione e habitat
Tutte le specie di Chelmon sono originarie dell'oceano Pacifico occidentale, nelle barriere coralline costiere dell'Australia.

## Descrizione
Le dimensioni massime si attestano sui 18-20 cm, secondo la specie.

## Specie
Il genere comprende 3 specie:
- Chelmon marginalis
- Chelmon muelleri
- Chelmon rostratus